# Салфеточное кольцо

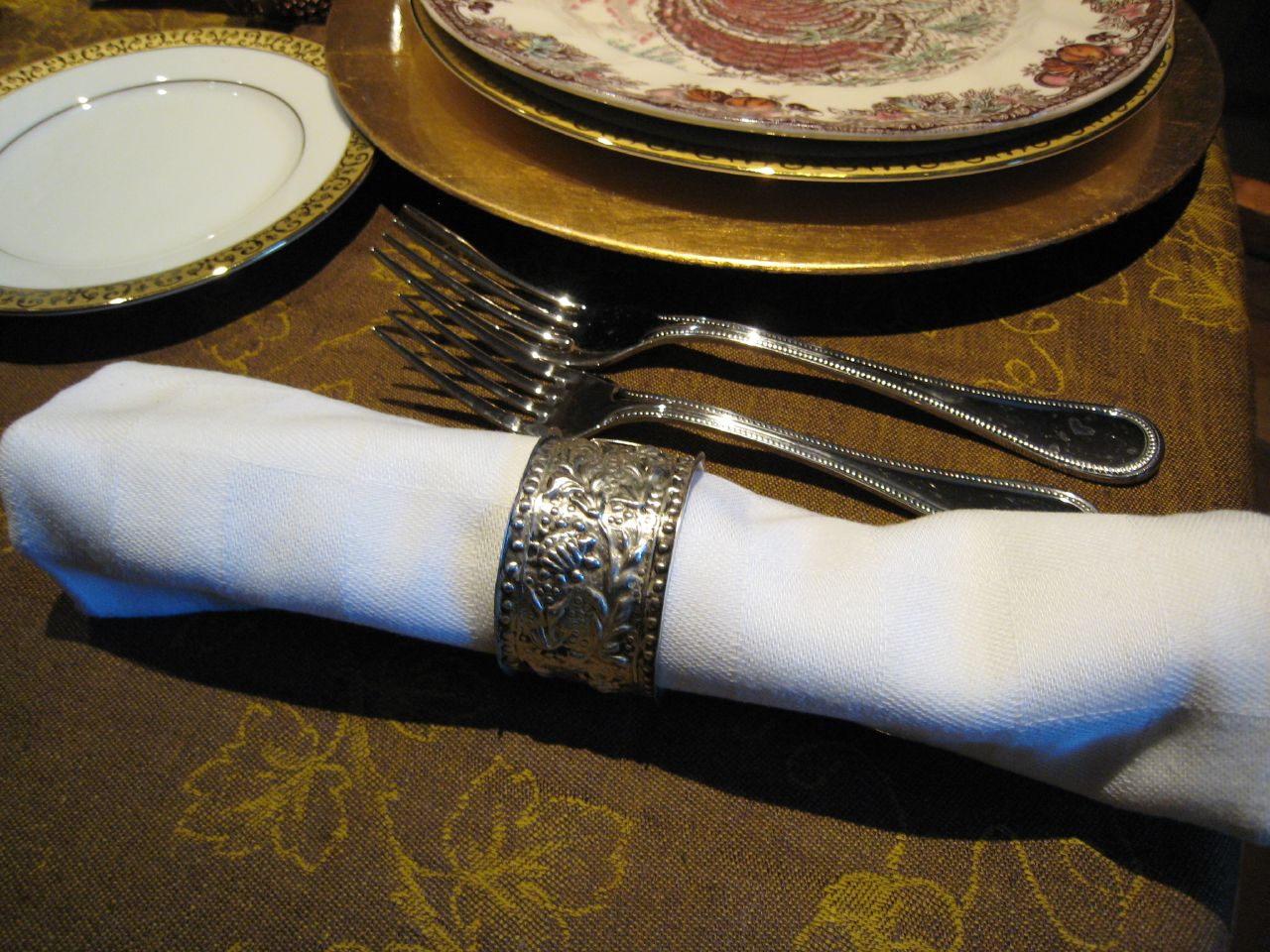
Серебряное салфеточное кольцо

Салфе́точное кольцо — предмет сервировки обеденного стола, надевается на свёрнутую трубкой салфетку и указывает на принадлежность салфетки определённому лицу. Помимо круглых салфеточных колец выпускаются также овальные, прямоугольные, трёхгранные, шестигранные и фигурные. Кольца могут быть замкнутыми и разрезными, иметь плоскую выпуклую или гранёную поверхность. Для устойчивости салфеточные кольца в некоторых моделях снабжаются маленькими ножками с шариками или расширениями на концах в виде лап животных или птиц.
Диаметр салфеточного кольца обычно составляет 35—45 мм, ширина — 30—40 мм, вес — 40—50 граммов. Салфеточные кольца изготавливают из металлов (серебра, мельхиора, латуни, меди, нейзильбера), пластика, органического стекла, дерева, фарфора, перламутровых раковин, кости и рога. Монограммы и метки на салфеточном кольце вырезают или гравируют. Салфеточные кольца из металлов выпускают ажурными и сплошными, последние украшают чеканкой, гравировкой, чернью, эмалью и филигранью. Латунные, медные и нейзильберовые салфеточные кольца также серебрят и никелируют. Деревянные салфеточные кольца украшают росписью.